# آبی‌مرغ غربی
آبی‌مرغ غربی (نام علمی: Sialia mexicana) نام یک گونه از سرده آبی‌مرغ است.